# Gare de Zetten-Andelst
La gare de Zetten-Andelst (en néerlandais station Zetten-Andelst) est une gare néerlandaise située entre Zetten et Andelst, dans la province de Gueldre. Elle dessert ces deux villages.
La gare est située sur la ligne Merwede-Linge, dans les provinces de la Hollande-Méridionale et le Gueldre, sur le trajet reliant Dordrecht à Elst via Geldermalsen.
Les trains s'arrêtant à la gare de Zetten-Andelst font partie du service assuré par la compagnie Syntus reliant Tiel à Arnhem via Elst.